# Mine d'Amesmessa
La mine d'Amesmessa est une mine d'or située dans la wilaya de Tamanrasset en Algérie et exploitée par l'Entreprise nationale d'exploitation des mines d'or (Enor). Ses réserves sont estimées à 2,418 millions de tonnes, avec une teneur de 18 g/t d'or.

## Histoire
Le 26 janvier 2008, Enor procède à la coulée du premier lingot d'or de la mine, en présence du ministre algérien de l'Energie et des Mines, Chakib Khelil .